# 서울특별시농업기술센터
서울특별시농업기술센터(서울特別市農業技術센터)는 연구개발사업·농촌지도사업·교육훈련사업 및 국제협력사업을 분장하는 서울특별시청의 직속기관이다. 소장은 지방농촌지도관으로 보한다.

## 설치 근거 및 소관 사무

### 설치 근거
- 「서울특별시 행정기구 설치조례」 제25조제1항[2]

### 소관 사무
- 기술공보 사업
- 학습조직체 및 후계자·전업농 육성
- 식량작물, 환경농업 기술지도 및 우량품종 확대보급
- 농작물 병충해 예찰·방제, 종합분석실 운영
- 채소·화훼·과수·축산·특작 신기술 보급
- 도시농업 및 영농기술교육과 시민학습장 운영
- 원예작물재배 실증포장, 조직배양실 운영
- 생활과학 기술보급과 농업경영지도
- 그밖에 농업개발에 관한 시험연구, 농업기술지도를 위하여 필요한 사항

## 연혁
- 1957년 2월 12일: 농사원 소속으로 서울특별시농사교도소 설치.[3]
- 1962년 4월 1일: 농촌진흥청 소속 서울특별시농촌지도소로 개편.[4]
- 1997년 4월 21일: 서울특별시청 직속기관으로 개편.[5]
- 1999년 3월 15일: 서울특별시농업기술센터로 개편.[6]
- 2005년 9월: 강남구 도곡동에서 서초구 내곡동으로 청사 이전.

## 조직

### 소장
- 농업교육과[7]
- 기술보급과[8]